# 月の瞳
『月の瞳』（原題: When Night Is Falling）は、1995年に製作されたカナダの映画。

## ストーリー
大学で神話学を教えるカミールは、ある日、サーカスのダンサーの美しい女性ペトラと出会う。ペトラはレズビアンで、自由奔放に人生を生きている。婚約者がいて、同性愛を禁じる宗教を信仰する保守的なカミールだが、次第にペトラに惹かれていく。

## キャスト
- カミール：パスカル・ビュシエール
- ペトラ：レイチェル・クロフォード
- マーティン：ヘンリー・ツェーニー
- ティモシー：ドン・マッケラー
- トリー：トレイシー・ライト
- 牧師：デイヴィッド・フォックス